# Persius
Aulus Persius Flaccus (34. december 4., Volterrae – 62. november 24., Róma) ókori római szatíraíró. Az egyetlen olyan fennmaradt szatíraíró, aki a sztoikus iskolának volt a híve. Horatius és Iuvenalis mellett a harmadik híres római szatíraíró.

## Élete
Életéről pontos információkkal rendelkezünk, mivel saját költeményeiben elszórtan utal korábbi pályafutására, illetve fennmaradt egy Valerius Probus grammatikus által róla írt életrajz (Vita). Ezek szerint lovagrendi családból származott. Anyja, Fulvia Sisennia férjének halála után, 40-ben újra férjhez ment egy Fusius nevű római lovaghoz, aki hamarosan szintén elhunyt. Persius Volterraeből hamarosan Rómába került, ahol barátai között említik Lucius Annaeus Cornutust, Caesius Bassust, Lucanust, valamint ez utóbbi nagybátyját, az ifjabb Senecát is. Rokoni kapcsolatban állt a korabeli császárellenes ellenzék vezetőjével, a sztoikus Thrasea Paetusszal is. Persius maga is ehhez a régi római arisztokráciára jellemző császárellenes irányzathoz tartozott – emiatt a költeményeit halála után gondozó Cornutus a versek közzététele előtt gondosan kigyomlálta az aktuálpolitikai utalások.

## Művei
Műveire nagy hatást gyakorolt – a családi és baráti kapcsolatokból eredő behatások mellett – Khrüszipposz filozófus, akinek a könyveiből halálakor állítólag 700 kötetet hagyományozott Cornutusra. A sztoikus tanítás értelmében úgy tartja, hogy az igazi szabadságot csak a bölcs birtokolja: ő mentes a vagyontól, a hamis vallásosságtól, a szenvedélyektől, a hatalomvágytól. Emiatt rejtetten bár, de kijelenti, hogy nem szeretne a Neró körül szerveződő költői kör tagjává válni – emiatt párhuzamba állítható Titus Calpurnius Siculusszal, aki viszont mindent megtett azért, hogy Neró kegyencei közé léphessen. Persiusra jellemző még, hogy tudatosan nem az irodalmi elit, hanem a római köznyelv kifejezéseit, stílusát használja – ennek ellenére mind Martialis, mind Quintilianus klasszikus értékűnek mondja a fennmaradt 6 szatíráját.

## Magyarul
- Aulus Flaccus Persius szatíráji magyarul és deákul; szükséges jegyzetekkel világosítva ford. Kis János; Kultsár Ny., Sopron, 1829
- Saturae / A. Flaccus Persius szatírái; ford., jegyz. Muraközy Gyula, bev. Horváth István Károly; Akadémiai, Bp., 1961 (Görög és latin írók)
- Persius és Iuvenalis: Szatírák; ford. Muraközy Gyula, utószó Hegyi György; Európa, Bp., 1977 (Az ókori irodalom kiskönyvtára)

## Szakirodalom
- Leffler Sámuel: Római irodalomtörténet – A középiskolák felsőbb osztályai számára és a művelt közönség használatára, Lampel Róbert (Wodianer F. és Fiai) Cs. és Kir. könyvkereskedése, Budapest, 1903, 163. o.
- Sebestyén Károly: A római irodalom története – szemelvényekkel magyar írók latin műfordításaiból, Lampel Róbert (Wodianer F. és Fiai) Cs. és Kir. Udvari Könyvkereskedés Kiadása, 1902, 142–143. o.